# Larue (restaurant)
Pour les articles homonymes, voir Larue.
Larue est un restaurant parisien ouvert en 1886 au no 27 rue Royale et no 3 place de la Madeleine  dans le 8e arrondissement. Il est créé par Larue un ancien maître d'hôtel. En 1908, Édouard Nignon achète le restaurant en association avec Octave Vaudable, il devient alors un des restaurants à la mode fréquenté par le Tout-Paris. Par ailleurs, de 1908 à 1914, le restaurant Larue assure les services des tables du Palais de l'Élysée et du ministère des Affaires étrangères. Revendu à Célestin Duplat en 1919, le Guide Michelin lui attribue, en 1933, 3 étoiles. Il les conserve jusqu'au début de la Seconde Guerre mondiale en 1939. Le restaurant ferme ses portes en 1954.

## Historique
L'ancien maître d’hôtel de la Taverne Royale, un dénommé Larue, ouvre en 1886, son propre restaurant situé face à l'église de la Madeleine à Paris. Le restaurant est alors la propriété du duc d’Uzès,.
En 1908, Édouard Nignon achète le restaurant en association avec Octave Vaudable. Celui-ci est le maître d'hôtel de Larue où il a effectué toute sa carrière en commençant, en 1890, comme commis de salle. L'entente entre les deux hommes se déteriore dès 1910 et en 1913, Edouard Nignon rachète les parts de son associé pour 300 000 francs/or. Celui-ci rejoint Noel Peters avant d’acheter Maxim's en 1930.
De 1908 à 1914, le restaurant Larue assure les services des tables du Palais de l'Élysée et du quai d'Orsay, c'est-à-dire le ministère des Affaires étrangères. Sa notoriété perdure pendant la Première Guerre mondiale. 
En 1919, Edouard Nignon, qui a perdu son fils unique pendant la Grande Guerre,  se retire en Bretagne et vend le restaurant à Célestin Duplat, son neveu par alliance qui est à ses côtés depuis de nombreuses années. En 1933, le Guide Michelin attribue 3 étoiles au restaurant Larue qui les conserve jusqu'au début de la Seconde Guerre mondiale en 1939. Les restrictions et le rationnement général mettent la société en situation difficile, Larue perdant peu à peu ses clients,.
Le 1er mai 1954, le restaurant Larue ferme, Célestin Duplat est alors âgé de 75 ans. Dans le mois qui suit, la cave de Larue est vendue aux enchères soit : « Vingt mille quatre cents bouteilles, quatre mille sept cents demi-bouteilles, deux cent cinquante-huit magnums et neuf jéroboams de vins »,. Depuis 1967, les lieux sont occupés par le siège social et une boutique du tailleur Cerruti.

## Clientèle
Larue a été un des restaurants à la mode et parmi les plus chers de Paris. Au fil des ans, de nombreuses personnalités s'y côtoient comme les politiciens Georges Clemenceau, Aristide Briand ou Eugène Lautier. Boni de Castellane y recevait fastueusement et le baron Fouquier y accompagnait les aristocrates russes. Marcel Proust fréquente les lieux au début des années 1900. Ainsi Bertrand de Fénelon y aurait « voltigé entre les tables » pour donner à Proust son manteau, comme Robert de Saint-Loup, un personnage de À la recherche du temps perdu. À une époque Abel Hermant y venait se restaurer quotidiennement.
À partir de 1927, le Club des Cent, fondé par Louis Forest s'y réunit.

## Cuisine française

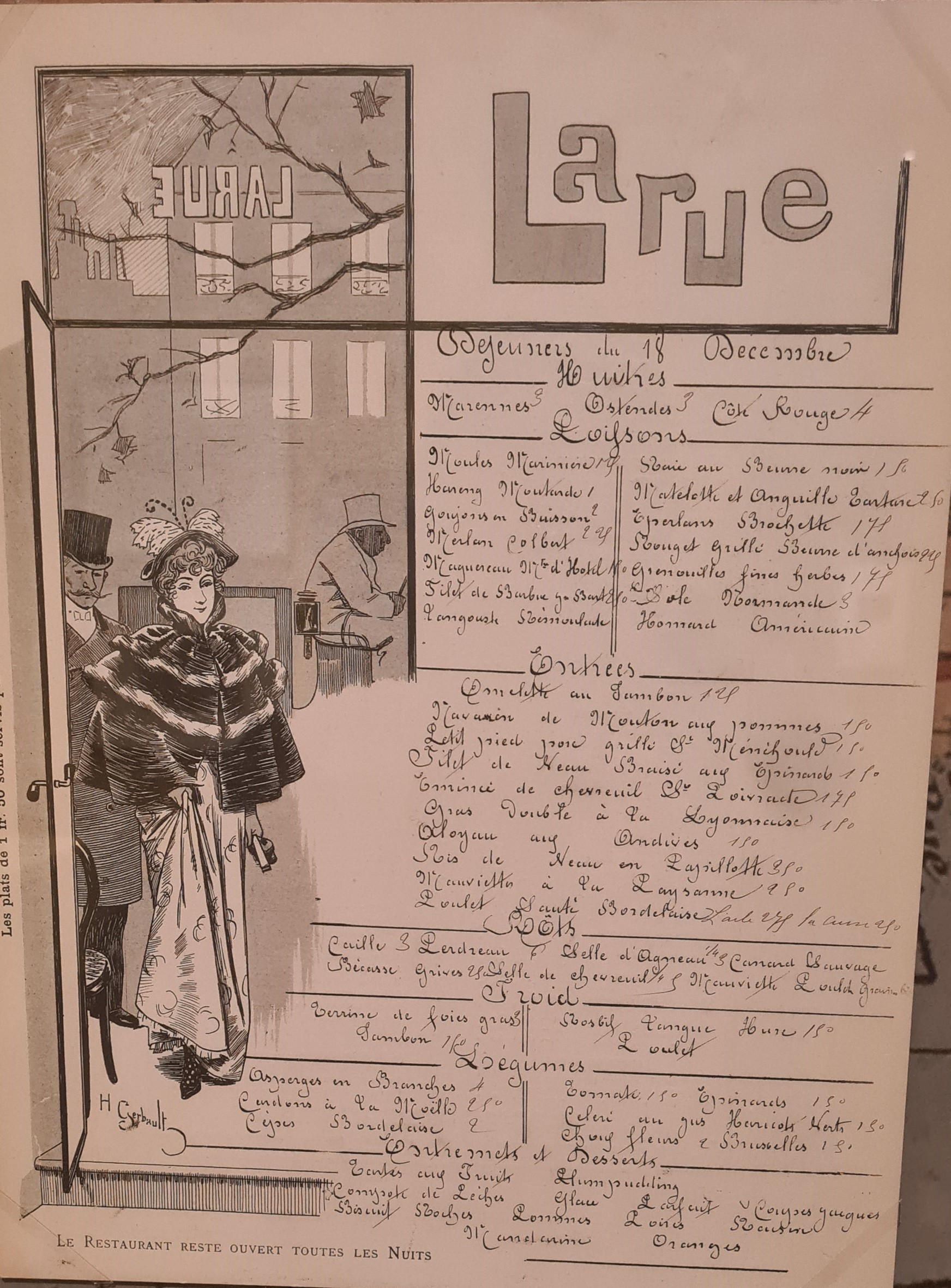
Carte illustrée par Henry Gerbault.

La cuisine française est à l'honneur chez Larue. 
Par exemple voici le menu pour 57 couverts, servi le 26 mars 1916, au Ministère des Affaires Étrangères en l'honneur du Président du Conseil des Ministres et du Ministre des Affaires Étrangères d'Italie : 
« Potage Crème d'Orsay ; Consommé de Tortue Claire ; Suprêmes de Soles Feuilletées ; Mignonnettes d'Agneau Polignac ; Bressoles aux Perles Noires ; Poulardes Lyonnaises ; Salade ; Fonds d'Artichauts Nantais ; Quartiers de Poires à la Royale ; Petits Fours Corbeille de Fruits. » Les vins servis sont un Montrachet 1895 Ch, un Pape Clément 1899, un Clos-de-vougeot 1895 et un Rœderer Grand Vin sec. Enfin, une Grande Fine de 1795 vient terminer le diner.